# Eurema deva
Eurema deva är en fjärilsart som först beskrevs av Doubleday 1847.  Eurema deva ingår i släktet Eurema och familjen vitfjärilar. Inga underarter finns listade i Catalogue of Life.